# Eugenio De Mora
Eugenio Moreno Villarubia, plus connu sous le nom de « Eugenio de Mora » né le 14 février 1975 à Mora (Espagne, province de Tolède), est un matador espagnol.

## Présentation et carrière
Eugenio de Mora a été remarqué dès sa première novillada piquée le 15 mai 1993 à Bargas, province de Tolède en coupant ce jour-là quatre oreilles et deux queues aux novillos de Moises Platón. Il participe ensuite à un grand nombre de novilladas avant sa présentation le 18 juin 1995 à Las Ventas en compagnie de José Antonio Canales Rivera où il affronte les novillos de la ganadería du Scamandre, coupant deux oreilles ce jour-là
En France, il fait ses débuts le 15 août 1995 à Arles en compagnie de Lionel Rouf Morenito de Nîmes et de Eduardo Dávila Miura. 
Après son alternative, à Las Ventas au cours de la Feria de San Isidro où il a triomphé en coupant trois oreilles, il est devenu rapidement l’une des principales figuras.  Depuis, sa carrière, quoique irrégulière, compte suffisamment de triomphes pour qu’il soit l’un des matadors les plus appréciés des aficionados. D'après le tableau provisoire du toreroge  arrêté au 23 août 2012, il occupait la place 61. A l'escalafón 2011, il était à la place 58 avec 8 corridas et 16 taureaux combattus et 15 oreilles  juste avant El Fundi (place 59) et peu après José Tomás  (place 54).

## Dates importantes
- Débuts en novillada sans picadors : Arenas de San Pedro (Espagne, province d'Ávila), le 11 août 1990.
- Débuts en novillada avec picadors : Bargas (Espagne, province de Tolède), le  15 mai 1993. Novillos de la ganadería de Moises Platón.
- Présentation à Madrid : 18 juin 1995 aux côtés de Diego Triana et  José Antonio Canales Rivera.
- Alternative : Tolède, le 17 août 1997. Parrain, Curro Romero ;  témoin, José Tomás. Taureaux de la ganadería de Guadalest.
- Confirmation d’alternative à Mexico : 12 novembre 2000. Parrain, Manuel Mejía ; témoin, Ignacio Garibay. Taureaux de la ganadería de Javier Garfias.